# جوني ب جود (أغنية)
جوني ب جود (بالإنجليزية: Johnny B. Goode)‏ هي أغنية روك أند رول لعام 1958 كتبها وسجلها تشاك بيري لأول مرة. حققت الأغنية نجاحًا كبيرًا، وبلغت ذروتها في المرتبة الثانية على قائمة بيلبورد (قسم الريزم اند بلوز)، والمرتبة الثامنة على قائمة الهوت بيلبورد.
تعتبر أغنية «جوني ب جود» من أكثر الأغاني شهرة في تاريخ الموسيقى الشعبية. سجلت نسخ  كثيرة بأصوات العديد من الفنانين الآخرين وحصلت على العديد من الأوسمة والجوائز. كما احتلت الأغنية المرتبة السابعة في قائمة رولينج ستون «أعظم 500 أغنية في كل العصور».

## تكوين وتسجيل الأغنية
كتب تشاك بيري الأغنية عام 1955، وتدور حول «فتى ريفي» غير متعلم من منطقة نيو أورلينز، يعزف على الجيتار بسهولة «تمامًا مثل قرع الجرس»، والذي يحلم بأن يلمع اسمه يومًا ما. أقر بيري بأن الأغنية هي جزء من سيرته الذاتية، وأن كلمات الأغاني الأصلية كانت تشير إلى جوني على أنه «صبي ملون»، لكنه غيرها إلى «صبي ريفي» لضمان أفضل بث اذاعي، بالإضافة إلى الإيحاء بأن عازف الجيتار جيد، فإن العنوان يلمح إلى عناصر السيرة الذاتية، لأن بيري ولد فيGoode Avenue 2520 طريق جودي  في سانت لويس.

## طاقم العزف والتسجيل
- تشاك بيري: غناء وجيتارات
- لافاييت ليك[4] أو جوني جونسون:[6] بيانو
- ويلي ديكسون: كونترباص[4][6]
- فريد أدناه أو جاسبر توماس: طبول[6]

## ميراث الأغنية
كتب جو كوينان من صحيفة الغارديان: «الأغنية هي على الأرجح أول أغنية كتبت على الإطلاق عن مقدار الأموال التي يمكن أن يجنيها الموسيقي من العزف على الجيتار.. لا توجد أغنية في تاريخ موسيقى الروك آند رول تحتفل بشكل مبتهج بالجذور الاجتماعية والاقتصادية لهذا النوع من الموسيقى».
كتب جايسون ليبشوتز في مجلة البيلبورد: «أن الأغنية كانت أول أغنية تتحدث عن نجومية فنانين الروك، وأنها تضمنت التباهي والبراعة التي لم تغزو الراديو بعد».
عند ظهور تشاك بيري اثناء مراسم دخوله الحفل التكريمي لقاعة مشاهير الروك أند رول Rock and Roll Hall of Fame في 23 يناير 1986، قام بأداء «جوني ب جود»، وأدرجت قاعة المشاهير هذه الأغنية في قائمتها التي تضم 500 أغنية شكلت موسيقى الروك أند رول. تم إدخالها في قاعة مشاهير جرامي في عام 1999، لتأثيرها كأغنية لموسيقى الروك أند رول.
تم تسجيل نسخ مختلفة لأغنية «جوني ب جود» من مجموعة متنوعة من الفنانين، وبأنواع مختلفة من الأداء. في عام 1969، تصدرت نسخة فنان الموسيقى الريفية باك أوينز قائمة مجلة بيلبورد، وفي عام 1972، حقق جيمي هندريكس نجاحًا كبيرًا بعد وفاته بنسخة حية، والتي بلغت ذروتها في المرتبة 35 على قائمة أفضل الأغاني في المملكة المتحدة، ورقم 13 في قائمة أفضل 50 أغنية في نيوزيلندا في عام 1986. بلغ الفنان بيتر توش بنسخته من الأغنية ذروته في المرتبة 84 على بيلبورد هوت 100، ورقم 48 على قائمة أفضل الأغاني في المملكة المتحدة، ورقم 10 في هولندا، ورقم 29 في نيوزيلندا عام 1983. وصلت نسخة فريق جوداس بريست في عام 1988، إلى رقم 64 على قائمة أفضل الأغاني في المملكة المتحدة.
قدم فيلم "عودة إلى المستقبل Back to the Future" نسخة من الأغنية يلعبها الشخصية الرئيسية "مارتي ماكفلاي" أثناء رقصة في المدرسة الثانوية. أوضح الممثل مايكل جيه فوكس أسلوبه في "دمج جميع الخصائص والسلوكيات والمراوغات لعازفي الجيتار المفضلين لديه لتقديم أغنيته في الفيلم، حيث استخدم حركات طاحونة الهواء كما يفعل مغني فريق "الهو" بيت تاونشيند Pete Townshend، وحركات جيمي هندريكس Jimi Hendrix بعزف الجيتار خلف الظهر، والسير مثل البطة كما فعل تشاك بيري، وصفها الناقد جريجوري واكمان بأنها"واحدة من أفضل العروض الموسيقية في تاريخ الأفلام".

## الجوائز
المركز السابع على قائمة أعظم 500 أغنية في كل العصور في مجلة «الرولنج ستون» عام 2004.
المركز 42 على قائمة أعظم 100 أغنية عزف جيتار في مجلة «كيو Q» عام 2005.
المركز الأول على قائمة أعظم 100 أغنية عزف جيتار في كل العصور في مجلة «الرولنج ستون» عام 2008.
المركز السادس على قائمة أفضل 3000 أغنية على الموقع السويدي «اكليمد ميوزك Acclaimed Music».
واحدة من 500 أغنية شكلت موسيقى الروك حسب «القاعة الفخرية للروك آند رول Rock and Roll Hall of Fame».
المركز 12 على قائمة أفضل 50 عزف منفرد للجيتار بمجلة «عالم الجيتار Guitar World» عام 2009.
الاسطوانة البلاتينية لمبيعات أكثر من مليون نسخة بالولايات المتحدة (RIAA).
الأسطوانة الذهبية لمبيعات أكثر من 25 ألف نسخة في إيطاليا (FIMI).

## كلمات الأغنية
في أعماق لويزيانا بالقرب من نيو أورلينز Deep down in Louisiana close to New Orleans
في طريق العودة، في الغابات بين الخضرة Way back up in the woods among the evergreens
كان هناك كوخ خشبي مصنوع من الطين والخشب There stood a log cabin made of earth and wood
حيث عاش ولد ريفي يدعى جوني ب. جود Where lived a country boy named Johnny B. Goode
الذي لم يتعلم القراءة أو الكتابة بشكل جيد Who never ever learned to read or write so well
لكن يمكنه العزف على الجيتار تمامًا كما يرن الجرس But he could play a guitar just like a-ringing a bell
اذهب اذهب، اذهب جوني انطلق Go go, Go Johnny go
اذهب، اذهب جوني انطلق Go, Go Johnny go
اذهب، جوني ب جود Go, Johnny B. Goode
اعتاد أن يحمل جيتاره في كيس من الخيش He used to carry his guitar in a gunny sack
يذهب ليجلس تحت الشجرة بجانب شريط السكة الحديد Go sit beneath the tree by the railroad track
أوه، المهندسين يروه جالسًا في الظل Oh, the engineer would see him sittin' in the shade
يعزف 'بالإيقاع الذي يصنعه السائقين Strummin' with the rhythm that the drivers made
سوف يتوقف المارة ويقولون The people passing by, they would stop and say
يا إلهي، هذا الفتى الريفي الصغير يمكنه العزف Oh my, but that little country boy could play
اذهب اذهب، اذهب جوني انطلق Go go, Go Johnny go
قالت له والدته: يوما ما ستكون رجلًا His mother told him, "Someday you will be a man
وستكون قائد فرقة كبيرة And you will be the leader of a big ol' band
كثير من الناس يأتون من أميال بعيدة Many people comin' from miles around
ليسمعونك تعزف موسيقاك عندما تغرب الشمس To hear you play your music when the sun go down
ربما يومًا ما سيظهر اسمك بالأضواء Maybe someday your name'll be in lights
قائلًا جوني ب جود الليلة Sayin' Johnny B. Goode tonight

## وصلات خارجية
- جوني ب جود على موقع الموسوعة البريطانية (الإنجليزية)
- جوني ب جود (أغنية) على موقع chuckberry
- جوني ب جود (أغنية) على موقع secondhandsongs